# 黄堇菜
黄堇菜（学名：Viola lutea）是堇菜科堇菜属多年生草本植物，原产欧洲。种加词意思是“黄色”。黄堇菜一般高约 20 厘米，花瓣直径 20 至 35 毫米，通常开黄色花，也有蓝色、紫色或带斑点的花出现。
黄堇菜的染色体数为2n = 48。